# Dolors Fàbrega Costa
Dolors Fàbrega Costa, la Caputxina, (Solsona, 1888 - 4 de juny de 1964) fou una empresària catalana, promotora de les cases barates per allotjar als nouvinguts a Solsona en els anys 40 i 50.

## Biografia
La seva mare i el seu pare tenien cura de la porteria de l'edifici dels Caputxins Vells, d'aquí li ve el sobrenom de La Caputxina.
Es va casar amb en Jaume Pujol de cal Sotaterra, junts primer feien de ramassadors, fins que van obrir una cansaladeria on instal·laren la primera cambra frigorífica que hi havia a Solsona. Vídua ben aviat, va dedicar-se als negocis. Comprava i venia conills, gallines, pollastre i ous. Donava feina a les seves dues filles, els gendres i la família dels gendres tant a Solsona com a Barcelona, i tant als mercats com a les botigues. Avesada a fer negocis: sabia perseguir personalment a qui li quedava a deure, però també ajudava les persones que ho necessitaven.
Dolors Fàbrega, però, és coneguda sobretot perquè amb els diners que havia guanyat comprant i venent aviram va fer construir petits habitatges molt justets, amb poques condicions però barats, que llogava a preus assequibles a la primera onada d'immigració andalusa que va arribar a Solsona els anys cinquanta. Quan la població immigrada ja resident a Solsona va millorar la seva situació econòmica, la Caputxina va fer construir uns nous habitatges que tenien una mica més de qualitat, amb cuina independent i un lavabo compartit al final del passadís de les cases. El barri on van ser construïdes es coneix encara avui amb el nom de La Caputxina.
Emprenedora fins al moll de l'os, per Sant Jaume -el nom del seu marit- llogava una orquestra i feia celebrar la festa del barri. Alhora festejava el nombre de cases que havia fet construir sense que ningú hi hagués pres mal. Feia sortir els gegants a càrrec seu i organitzava un ball d'envelat gratuït. Era un personatge tan popular que fins i tot se n'havia arribat a fer mofa en les representacions teatrals de Solsona.